# Slovenski impresionizem
Začetek slovenskega modernizma postavljamo v čas konec 19. stoletja, ko se je na francoskih tleh že pričel uveljavljati postimpresionizem. Najpomembnejši vplivi prihajajo k nam iz nemških in avstrijskih, tudi iz italijanskih dežel, ne pa toliko iz Francije. 
Ključni slovenski impresionisti so Ivan Grohar, Rihard Jakopič, Matej Sternen in Matija Jama. Slikarski sopotniki impresionizma so bili še Anton Ažbe, Ivana Kobilca, Ferdo Vesel, Ivan Vavpotič, France Zupan, Pavel Gustinčič in mnogi drugi. Pogojno lahko štejemo sem tudi fotografa Avgusta Bertholda. Čeprav so umetniki prihajali iz različnih okolij in se njihove poti razlikujejo med seboj, pa imajo nekaj skupnih točk. Nekaj semestrov so denimo obiskovali risarsko in slikarsko šolo Antona Ažbeta v Münchnu. Najdlje je pri Ažbetu ostal Sternen (do 1907), ki je tudi prevzel vlogo korektorja, ostali so se že prej vrnili na Kranjsko. Ažbe je nanje vplival predvsem s "kristalizacijo barv". Med letoma 1904 in 1908 so pogosto ustvarjali v impresionistični maniri v okolici Škofje Loke in to obdobje nekateri imenujejo "slovenski Barbizon." 
Njihova motivika je raznolika. Pri nekaterih prevladujejo krajine (Grohar, Jama, Jakopič), spet pri drugih žanr (Sternen, Grohar, tudi Jakopič), s portretistiko in akti se je največ ukvarjal Sternen. V svojih impresionističnih slikah so predvsem zasledovali t.i. štimungo. 
Slovenski impresionizem vsebuje elemente ekspresionizma, fauvizma in simbolizma.